# Lago di Gusana
Il lago di Gusana è un bacino artificiale della Sardegna originato dallo sbarramento sul rio Gusana. La diga fu costruita tra il 1959 ed il 1961 nell'area compresa tra i monti Littoleri e Nodu e Sos Arcos. Il bacino si trova nel territorio di Gavoi, in provincia di Nuoro.

## Dati sullo sbarramento
- Tipologia diga:  a volta, a doppia curvatura in calcestruzzo
- Anno inizio lavori: 1959
- Anno fine lavori: 1961
- Bacino idrografico:  Tirso
- Corso d'acqua: Taloro
- Provincia: Nuoro
- Altezza sul punto di fondazione: 88 m
- Altezza sul giunto perimetrale: 75 m
- Sviluppo del coronamento: 369 m
- Volume della diga: 179.893 m³
- Capacità d'invaso: 60,25 x 10⁶ m³
- Superficie del bacino: 2,52 km²

## Collegamenti esterni

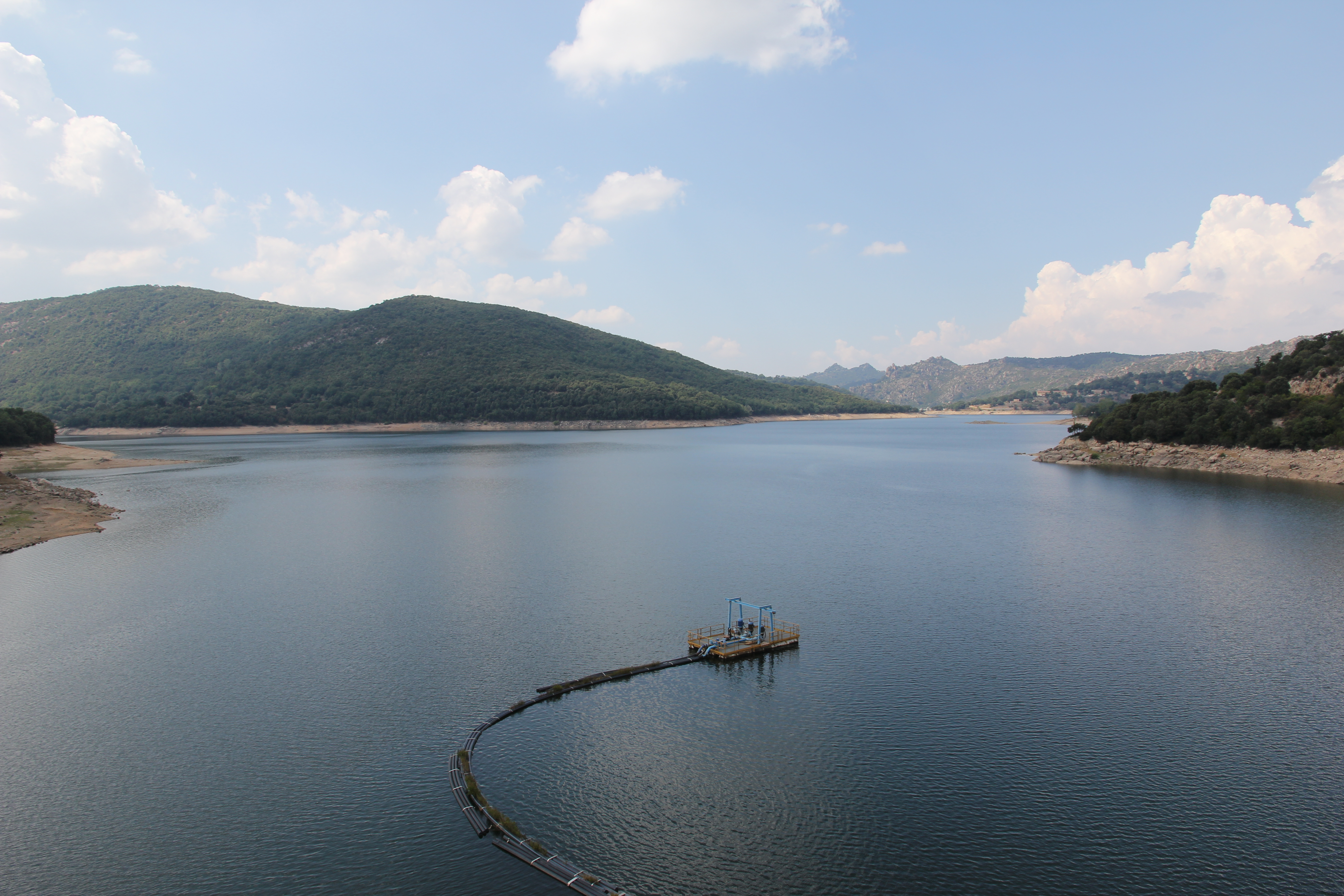